# Pławy
Pławy (ursprünglich Franciszowice; deutsch Plawy) ist eine Ortschaft mit einem Schulzenamt der Landgemeinde Oświęcim im Powiat Oświęcimski der Woiwodschaft Kleinpolen in Polen.

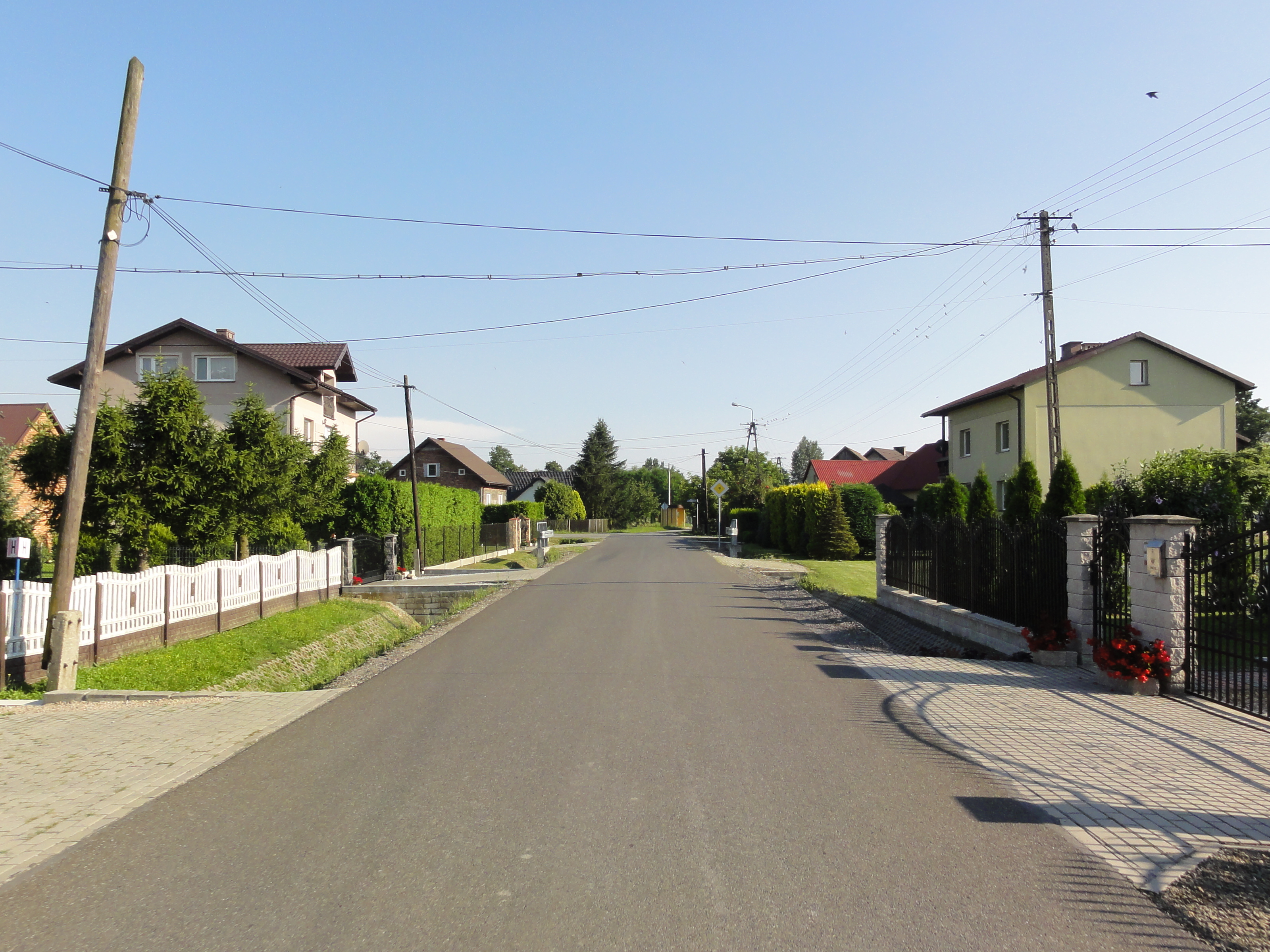
Eine Straße in Pławy

## Geographie
Pławy liegt im Auschwitzer Becken (Kotlina Oświęcimska), an der Weichsel.
Nachbarorte sind Brzezinka im Nordosten, die Stadt Oświęcim und Rajsko im Südosten, Harmęże im Süden, Wola im Südwesten, Jedlina im Nordwesten.

## Geschichte
Der Ort wurde 1272 erstmals urkundlich als Francisci erwähnt. Im Jahr 1518 wurde es mit dem Doppelnamen Franciszowice/Pławy erwähnt.
Politisch gehörte das Dorf ursprünglich in der Zeit des polnischen Partikularismus zum Herzogtum Oppeln-Ratibor (Kastellanei Auschwitz). Das Herzogtum wurde 1281 nach dem Tod von Wladislaus I. von Oppeln geteilt. Seit 1290 gehörte das Dorf zum Herzogtum Teschen und seit 1315 zum Herzogtum Auschwitz. Seit 1327 bestand die Lehnsherrschaft des Königreichs Böhmen, im Jahre 1457 vom polnischen König mit Franczyschowicze abgekauft.
1564 wurde Pławy als Teil des neuen Kreises Schlesien der Woiwodschaft Krakau an das Königreich Polen, ab 1569 die polnisch-litauischen Adelsrepublik, völlig inkorporiert.
Bei der Ersten Teilung Polens kam Pławy 1772 zum neuen Königreich Galizien und Lodomerien des habsburgischen Kaiserreichs (ab 1804). Ab 1782 gehörte das Dorf zum Myslenicer Kreis (1819 mit dem Sitz in Wadowice). Nach der Aufhebung der Patrimonialherrschaften bildete es ab 1850 eine Gemeinde im Bezirk Biała, später im Bezirk Oświęcim.
1918, nach dem Ende des Ersten Weltkriegs und dem Zusammenbruch der k.u.k. Monarchie, kam Pławy zu Polen. Unterbrochen wurde dies durch die Besetzung Polens durch die Wehrmacht im Zweiten Weltkrieg.  Das KZ-Außenlager Plawy bestand dort vom 20. Dezember 1944 bis zum 18. Januar 1945.
Von 1975 bis 1998 gehörte Pławy zur Woiwodschaft Bielsko-Biała.